# 土井一憲
土井 一憲（どい かずのり、1955年（昭和30年）2月22日 - ）は、日本の政治家。勲等は旭日双光章。
大阪府四條畷市長（1期）、四條畷市議会議員（4期）を務めた。

## 来歴
大阪府四條畷市出身。追手門学院高等学校、追手門学院大学経済学部経済学科卒業。
2002年9月9日、四條畷市議会議員に就任。
2009年5月15日から2010年5月18日まで市議会議長を務めた。
2010年7月21日、四條畷市長選挙に出馬するために市議を辞職。
同年8月の市長選は落選。
2011年の市議選で、市議に返り咲く。
2012年11月30日、四條畷市長の田中夏木が健康上の理由により辞職。翌2013年に行われた市長選で初当選した。
2017年に行われた任期満了に伴う市長選で落選した。
2025年4月、春の叙勲で旭日双光章を受章した。

## 市長選の結果
2010年四條畷市長選挙
2010年8月29日執行。自由民主党の推薦を受けて出馬。現職の田中夏木、前市議の扇谷昭、前市議の長畑浩則ら3候補を相手に戦うも次点で落選。
※当日有権者数：44,567人 最終投票率：47.67%（前回比：+5.4pts）
| 候補者名 | 年齢 | 所属党派 | 新旧別 | 得票数  | 得票率 | 推薦・支持         |
| -------- | ---- | -------- | ------ | ------- | ------ | ------------------ |
| 田中夏木 | 76   | 無所属   | 現     | 6,358票 | 30.29% |                    |
| 土井一憲 | 55   | 無所属   | 新     | 6,235票 | 29.71% | （推薦）自由民主党 |
| 扇谷昭   | 61   | 無所属   | 新     | 4,885票 | 23.28% |                    |
| 長畑浩則 | 49   | 無所属   | 新     | 3,510票 | 16.72% |                    |

2013年四條畷市長選挙
2013年1月20日執行。土井は自民党員であったが選挙一ヶ月前に離党し、大阪維新の会四條畷（維新の四條畷支部）の公認を得て出馬。前職の田中の後援会幹事長である三ツ川敏雄ら2候補を破り初当選を果たした。
※当日有権者数：44,648人 最終投票率：43.39%（前回比：-4.28pts）
| 候補者名   | 年齢 | 所属党派            | 新旧別 | 得票数   | 得票率 | 推薦・支持 |
| ---------- | ---- | ------------------- | ------ | -------- | ------ | ---------- |
| 土井一憲   | 57   | 大阪維新の会 四條畷 | 新     | 11,131票 | 58.25% |            |
| 三ツ川敏雄 | 63   | 無所属              | 新     | 5,664票  | 29.64% |            |
| 神原泰晴   | 64   | 無所属              | 新     | 2,315票  | 12.11% |            |

2017年四條畷市長選挙
2017年1月15日執行。土井は大阪維新の会の一部議員からの支援を受けたが、元外務省職員の東修平との一騎打ちに敗れ落選。
※当日有権者数：45,493人 最終投票率：42.18%（前回比：-1.21pts）
| 候補者名 | 年齢 | 所属党派 | 新旧別 | 得票数   | 得票率 | 推薦・支持 |
| -------- | ---- | -------- | ------ | -------- | ------ | ---------- |
| 東修平   | 28   | 無所属   | 新     | 10,659票 | 55.91% |            |
| 土井一憲 | 61   | 無所属   | 現     | 8,407票  | 44.09% |            |

## 政策・人物
- 土井の市長就任前の2012年より西部地区の小学校6校と中学校3校を「4小2中」とする統廃合計画の検討が始まっており、これに反対する一部の市民らが2014年10月より反対運動を開始。2016年4月に廃止が予定されている学校の校区で住民投票するための条例制定請求が起こされ、請求に必要な有権者の50分の1（896筆）を大幅に上回る4067筆の署名が集まったが、議会で否決され、7月には市民らが住民訴訟を起こした。この学校統廃合計画は2017年市長選の争点の一つとなった[6]。
- 2007年10月6日に日本会議の関連団体である「日本会議地方議員連盟」が結成された際[9]、設立代表発起人に名を連ねた[10]。2021年現在、日本会議大阪北河内支部顧問を務める[11]。